# Blacus pappianus
Blacus pappianus är en stekelart som beskrevs av Haeselbarth 1973. Blacus pappianus ingår i släktet Blacus och familjen bracksteklar. Inga underarter finns listade.